# 周泓
周泓（1987年5月4日—），中国女演员兼模特儿，代表作为《我的经济适用男》。

## 作品

### 电视剧
| 首播年份 | 剧名           | 角色  |
| -------- | -------------- | ----- |
| 2011年   | 温柔的谎言     | 杨 桃 |
| 2012年   | 北京爱情故事   | 雪 兒 |
| 2012年   | 美人无泪       | 翡 翠 |
| 2012年   | 我的经济适用男 | 文 心 |
| 2012年   | 陸貞傳奇       | 吳 繡 |
| 2014     | 产科医生       | 曲兰  |

### 电影
| 首播年份 | 剧名                            | 角色   |
| -------- | ------------------------------- | ------ |
| 2010年   | 精武风云                        | 姨 太  |
| 2011年   | 婚礼告急                        | 胡天琪 |
| 2013年   | 愛情銀行 (電影)                 | 余小魚 |
| 2014     | 死亡邮件 （页面存档备份，存于） | 小璐   |
| 2015     | The mirror                      | 珍妮姐 |

### 广告
- 《百事可乐》
- 《酸酸乳》
- 《康师傅冰红茶》/《康师傅方便面》
- 《蒙牛冰淇淋》 （页面存档备份，存于）
- 《维他奶》
- 《女人杂志》封面版
- 《海飞丝》 （页面存档备份，存于）
- 《肯德基》 （页面存档备份，存于）
- 《诺基亚》 （页面存档备份，存于）
- 《益达口香糖西瓜味》 （页面存档备份，存于）
- 《可伶可俐》 （页面存档备份，存于） （页面存档备份，存于）
- 《奥迪A4》 （页面存档备份，存于）

## 外部連結
- 周泓Jessie的新浪微博
- 周泓在香港影庫上的簡介